# Elsa N'Guessan
Elsa N'Guessan (Poitiers, 17 de septiembre de 1984) es una deportista francesa que compitió en natación. Ganó una medalla de plata en el Campeonato Europeo de Natación de 2004, en la prueba de 4 × 200 m libre.

## Palmarés internacional
| Campeonato Europeo | Campeonato Europeo | Campeonato Europeo | Campeonato Europeo |
| Año                | Lugar              | Medalla            | Prueba             |
| ------------------ | ------------------ | ------------------ | ------------------ |
| 2004               | Madrid (España)    | Medalla de plata   | 4 × 200 m libre    |